# Technip FMC
Technip FMC plc, av företaget skrivet TechnipFMC plc, är ett brittisk-amerikanskt multinationellt verkstads- och serviceföretag inom energi- och petroleumindustrierna som designar och bygger anläggningar och utför olika sorters servicetjänster åt företag i de nämnda industrierna.
Företaget grundades den 17 januari 2017 när amerikanska FMC Technologies fusionerades med franska Technip för omkring 13 miljarder amerikanska dollar. Den 16 februari 2021 knoppade Technip FMC av den del som hade ansvar för energiomställningar till att vara ett självständigt företag, det företaget blev Technip Energies. Den 11 januari 2022 sålde Technip FMC 5% i Technip Energies för 98 miljoner brittiska pund, vilket reducerade deras innehav från 13% till 7%. Samtidigt meddelade Technip FMC att man skulle bli avnoterad på Euronext Paris.
Technip FMC är registrerad i Newcastle upon Tyne i England medan huvudkontoret återfinns i Houston, Texas i USA.